# Estrellas de la Línea
Estrellas de la Línea es una película documental dirigida, producida y escrita en 2006 por Chema Rodríguez. La película narra, en tono realista y con dosis de comedia, la historia de un grupo de mujeres guatemaltecas que ejercen la prostitución y deciden crear un equipo de fútbol.
La película obtuvo en 2006 una mención especial en el Festival de Málaga y el premio Sebastiane del Festival de San Sebastián.

## Sinopsis
Valeria, Vilma, Mercy y el resto de sus compañeras sueñan con ser tratadas dignamente y que cese la violencia que sufren a diario. Son prostitutas guatemaltecas que trabajan en la Línea junto a la vía del tren que atraviesa la capital camino al Océano Pacífico. 
Para llamar la atención sobre sus problemas, sobre el acoso de la policía y los asesinatos impunes en 2004 forman un equipo de fútbol y se inscriben en un torneo local. Cuando la organización descubre que ejercen la prostitución deciden expulsarlas de la competición. Dicha decisión generó en el país una encendida polémica, rechazos y apoyos que transformaron las vidas de estas mujeres de la noche a la mañana.

## Recepción
La película obtiene críticas positivas en los portales de información cinematográfica. Pere Vall, en la reseña para la revista Fotogramas, otorga 3 de 5 estrellas reseñando:

"Para fans de los documentales no superficiales. Lo mejor: esa cámara y ese micro que miran y escuchan sin penalizar. Lo peor: alguna cancioncilla de más."
Pere Vall (Revista Fotogramas, 2008-05-29) 

Los usuarios de FilmAffinity le otorgan una valoración de 6,6 sobre 10 con 212 votos.

"Destaca la capacidad de Chema Rodríguez para entrelazar lágrimas y sonrisas en un continuo vaivén que une las penosas vidas de las 'estrellas de La Línea' con el efímero y futbolero viaje hacia la felicidad. Desde las camas sobre las que se prostituyen, donde son torturadas y discriminadas, hasta los campos de fútbol, donde se convierten nuevamente en personas, donde por momentos vuelven a tener voz, sueños y vida. Sin embargo, y a pesar del vitalismo de los personajes, las distintas historias trasmiten una tristeza apabullante. Las imágenes evocan a la perfección la miseria que aguarda detrás de cada sonrisa. Gran documental. Real, necesario y hermoso. Galácticas de La Línea."
Crítica de Dravot en FilmAffinity 

En IMDb obtiene con 106 valoraciones una puntuación de 7,6 sobre 10.

"Estas mujeres básicamente están pidiendo dos cosas: gente que piense en ellas como seres humanos y alguien con un poco de poder a quien le importe si son asesinadas al día siguiente. La película ha logrado ambas cosas. El pequeño éxito de esta película significa que se proyecta en los centros comerciales de lujo de Guatemala. En una sociedad muy estratificada como esta, estoy seguro de que ha marcado una diferencia real al pensar en las prostitutas como seres humanos."
Crítica de jquinn-imdb en IMDB 